# Staudheim
Staudheim ist ein Gemeindeteil der Stadt Rain  im Landkreis Donau-Ries (Regierungsbezirk Schwaben, Bayern).

## Geographie und Verkehr
Das Pfarrdorf Staudheim liegt östlich von Rain zwischen Mittelstetten und Burgheim am Nordrand der Hochfläche des Unteren Lechrains der Aindlinger Terrassentreppe. Naturräumlich gehört es zur Donau-Iller-Lech-Platte, die wiederum Teil des Alpenvorlandes ist, eine der Naturräumlichen Haupteinheiten Deutschlands. Die nördlichen Teile der Staudheimer Flur liegen bereits im Donautal.
Der Ort liegt an der Kreisstraße DON 39 von Rain nach Burgheim. Seit Juli 1984 rollt der gesamte Fernverkehr über die knapp nördlich von Staudheim vorbeiführende Bundesstraße 16 von Ulm nach Ingolstadt, die das Donautal entlangläuft. In den ganzen Jahrhunderten davor lag Staudheim an der Südlichen Donautalstraße. Außerdem liegt Staudheim an der Bahnstrecke Ingolstadt–Neuoffingen; eine Haltepunkt bestand nur von 1955 bis 1988.

## Geschichte
Früheste Ausgrabungen in der Gegend weisen auf eine Besiedelung bereits in der Jungsteinzeit hin. Wichtige strategische Bedeutung erlangte der südliche Donaurain 233 nach Christus, als die Nordgrenze des Römischen Reiches vom Limes an die Donau zurückgesetzt wurde.

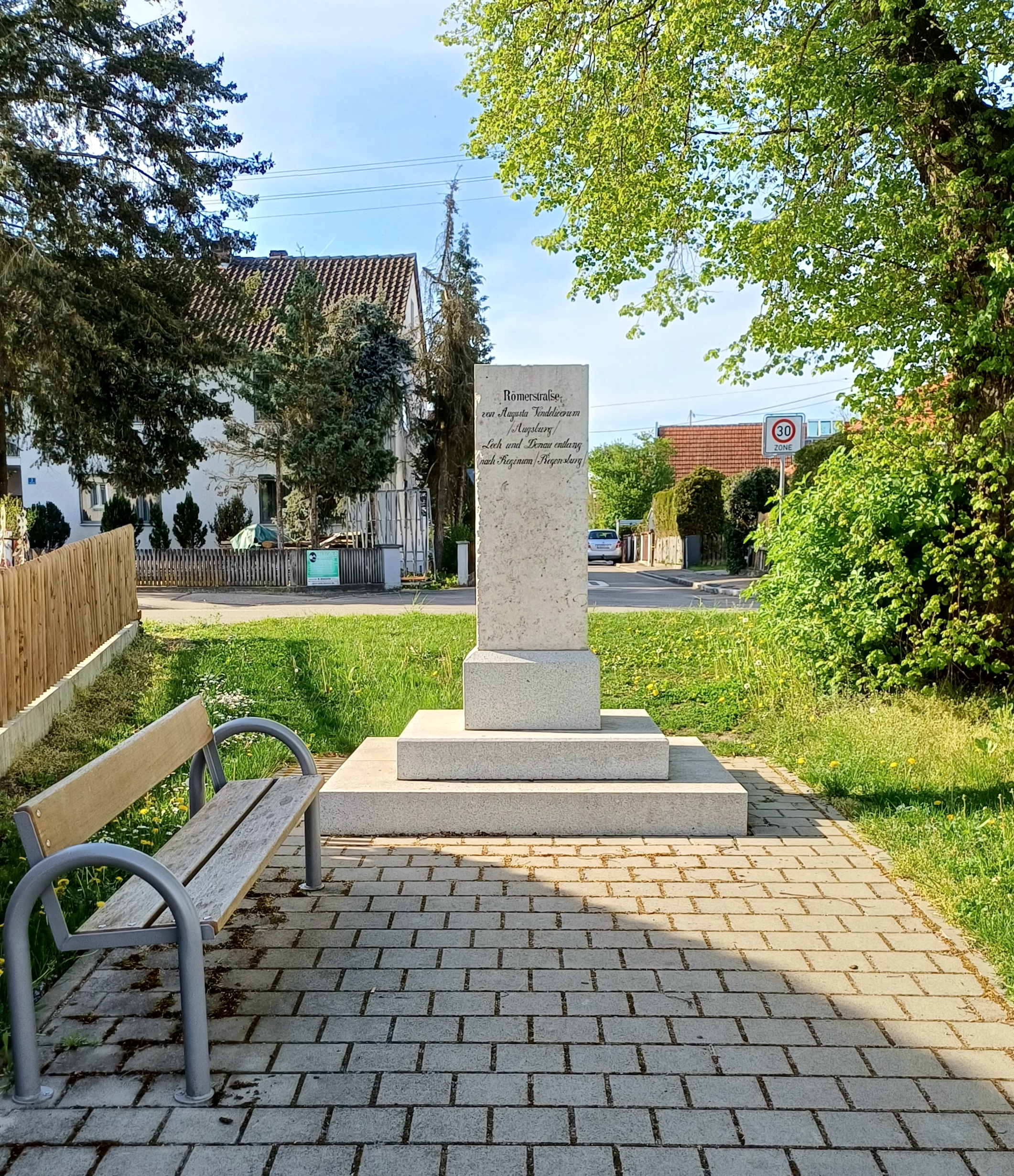
Gedenkstein von 1870

Die heutige „Römerstraße“ durch Staudheim bildete damals eine Hauptroute der Römer entlang der Donau. Der Lech-Donau-Winkel gehörte zur römischen Provinz Rätien.
Die Gründung Staudheims als -heim-Ort wird zwischen 650 und 750 durch Baiern vermutet. Erstmals wurde Staudheim 1020 als Stutheim erwähnt. Das Kloster Tegernsee hat in seiner Chronik damals festgehalten, dass ihm eine Reihe von Dörfern weggenommen wurde, die dann an Graf Otto I. von Dießen kamen. Grund für diese Wegnahme um das Jahr 910 war, dass Herzog Arnulf von Bayern für seine bewaffneten Reiterheere gegen die Ungarn Unterhalt benötigte, zahlreiche in Kirchenbesitz befindliche Dörfer säkularisierte und an Lehnsherren vergab. Der Name könnte auf Stuotenheim zurückgehen, was auf ein Gestüt oder Pferdezucht hinweist. In der Folgezeit waren die Besitzverhältnisse zersplittert. Staudheim wurde durch seine Lage im Donautal relativ häufig von Kriegen heimgesucht und oft zerstört.

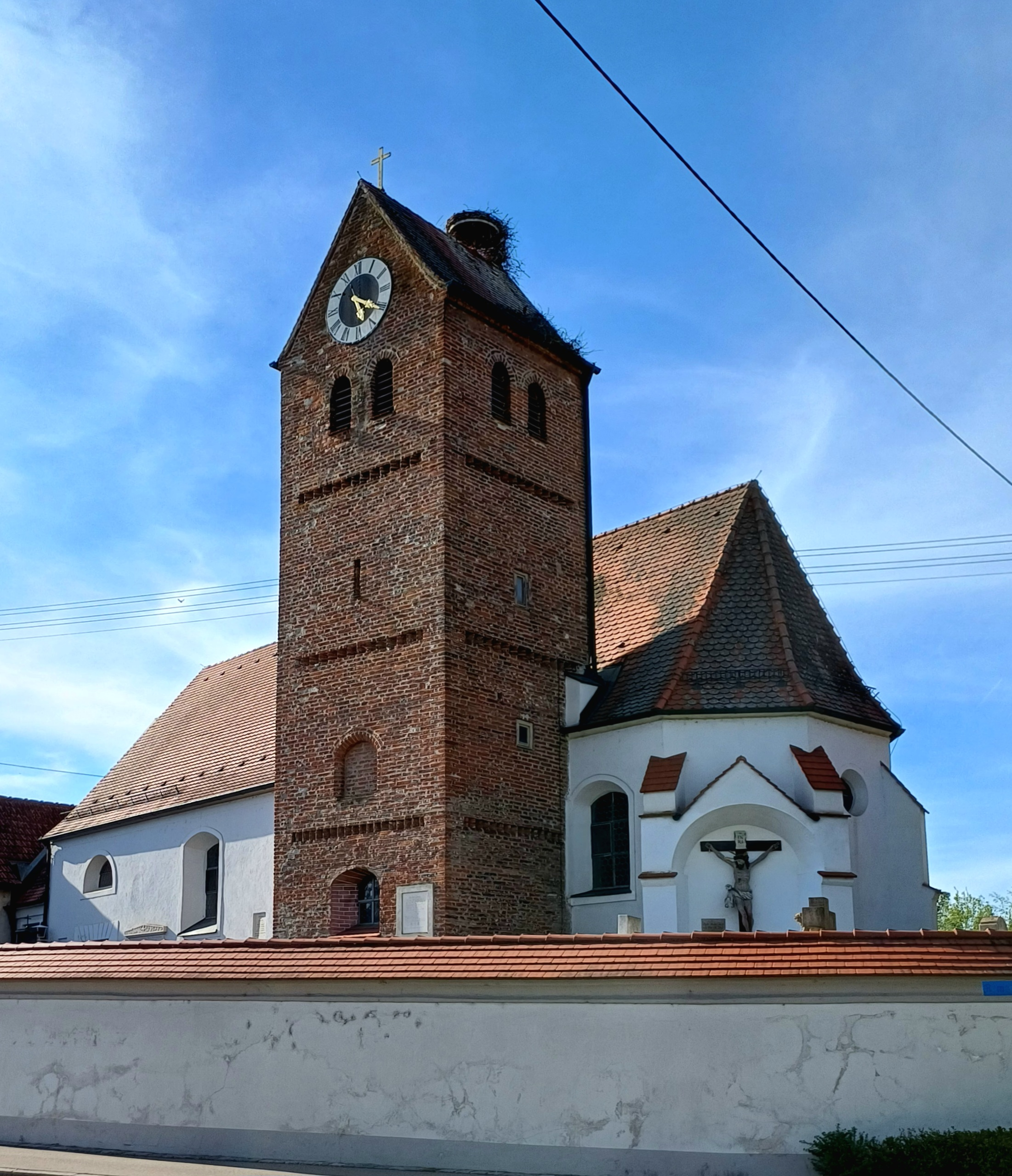
Pfarrkirche St. Quirin

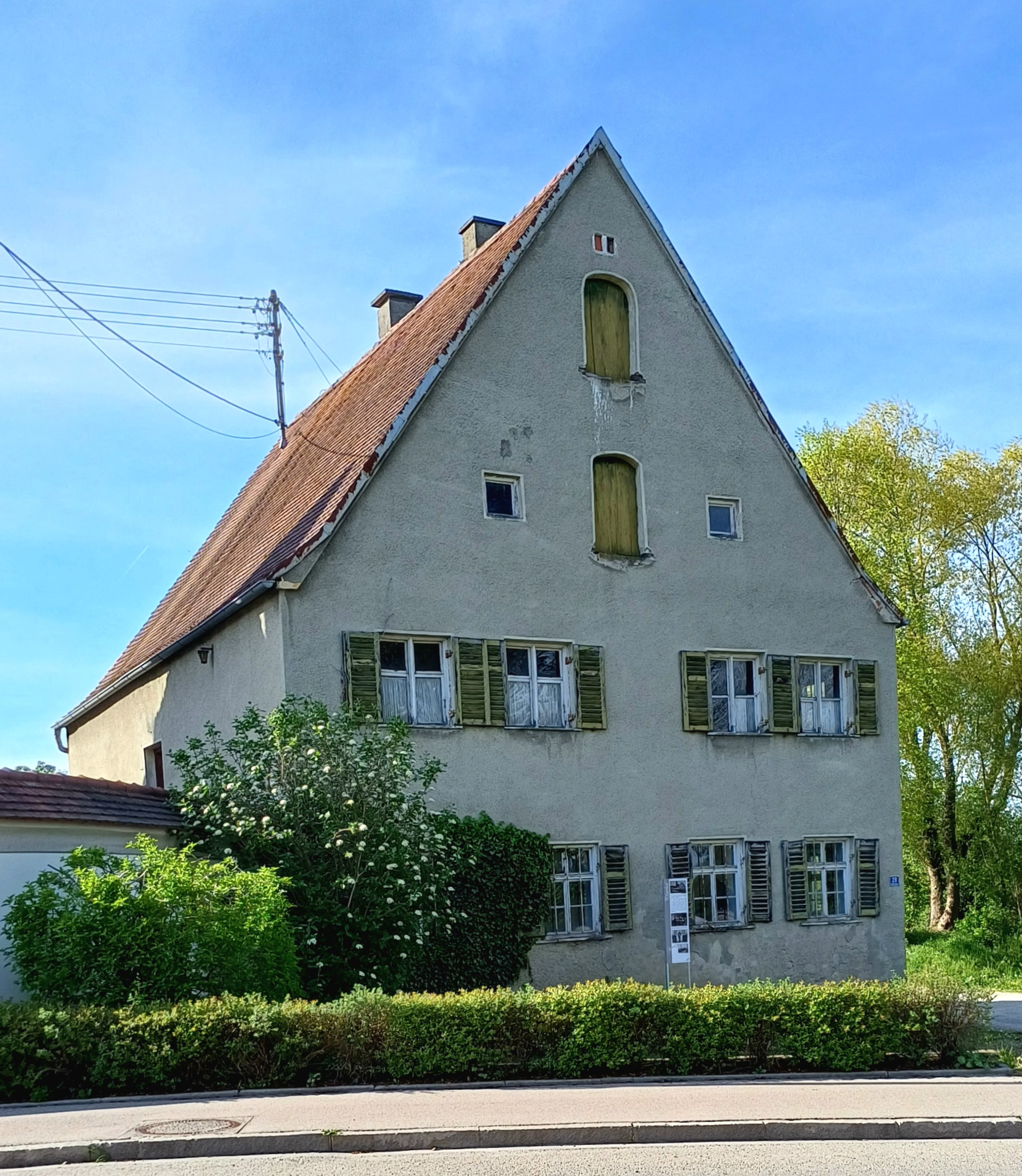
Pfarrhaus

Die Pfarrgemeinde Staudheim mit der Kirche St. Quirin wird seit 1978 vom Rainer Stadtpfarrer vikariert. Der Turm der Kirche wurde um 1300 erbaut, Chor und Schiff im 15. Jahrhundert. Bemerkenswert sind die spätmittelalterlichen Fresken im Chorraum aus der Zeit um 1420. Das Patronat weist noch auf die Frühgeschichte des Ortes als Besitz des Klosters Tegernsee hin.
Bis zum 1. Juli 1972 gehörte Staudheim als selbstständige Gemeinde zum Landkreis Neuburg an der Donau und fiel dann mit der Gebietsreform in Bayern an den Landkreis Nördlingen-Donauwörth, der seit dem 1. Mai 1973 die jetzige Bezeichnung Landkreis Donau-Ries trägt. Ebenfalls am 1. Juli 1972 erfolgte die Eingemeindung in die Stadt Rain.

## Baudenkmäler
- Pfarrkirche Sankt Quirin[4]
- Römerstein, errichtet 1870
- Pfarrhaus von 1806
- Ehemalige Schule von 1876

## Persönlichkeiten
Franz Xaver Markmiller (1800–1879) war von 1834 bis 1841 Pfarrer, er trat 1839 in den Orden der Barmherzigen Brüder des Hl. Johann von Gott ein. 1851 gründete Magnobonus Markmiller, so sein Ordensname, die Bayerische Provinz dieses Ordens und wurde ihr erster Provinzial.